# Андрей, Клод
Клод Андрей (фр. Claude Andrey; род. 13 июня 1951, Женева) — швейцарский футболист и тренер.

## Карьера
В качестве футболиста долгое время выступал за «Серветт», с которым становился чемпионом и обладателем кубка страны. В течение нескольких лет вызывался в сборную Швейцарии: за нее он провел девять матчей.
Завершал свою карьеру Андрей в «Бюле», где он выполнял роль играющего тренера. В качестве наставника работал с известным «Базель». Его Андрей в 1994 году спустя шесть лет смог вернуть прославленную команду в элиту. В октябре 1995 году, по ходу своего третьего сезона в «Базеле», специалист был отправлен в отставку. В дальнейшем он работал в Африке с молодежной сборной Камеруна, Конго, тунисском «Эсперансом» и.т.д. Последним клубом в тренерской карьере Андрея стал «Ивердон-Спорт».

## Достижения
- Чемпион Швейцарии (1): 1978/79.
- Обладатель Кубка Швейцарии (2): 1977/78, 1978/79.
- Обладатель Кубка швейцарской лиги (3): 1977, 1979, 1980.
- Обладатель Кубка Альп (3): 1975, 1976, 1978.